# Devisenswap
Der Devisenswap (englisch foreign exchange swap, abgekürzt FX-Swap) ist im Finanzwesen ein Swap, bei dem zwei Devisen durch ein Devisenkassageschäft und ein entgegengesetztes Devisentermingeschäft miteinander unter denselben Kontrahenten getauscht werden.

## Allgemeines
Beim Devisenswap gibt es mithin ein Kassageschäft und ein entgegengesetztes Termingeschäft (Kassakauf und Terminverkauf oder Terminkauf und Kassaverkauf). Marktteilnehmer (Kontrahenten) für beide Geschäfte sind derselbe Käufer und derselbe Verkäufer, Handelsobjekte sind Devisen, Marktpreis sind der Devisen-Kassakurs und der Devisen-Terminkurs, wobei oft lediglich die Differenz zwischen beiden (so genannter Deport oder Report) von einem der Marktteilnehmer zu bezahlen ist. 

## Geschäftsgrundlagen
Diese Differenz zwischen Kassa- und Terminkursen hängt von der Laufzeit des Termingeschäfts, von der Zinsdifferenz zwischen zwei Ländern (bei zinstragenden Finanzinstrumenten), der Risikoprämie und dem Erwartungswert ab. Liegt der Devisenterminkurs bei Mengennotierung unter dem Kassakurs, so wird die Differenz als Deport (Abschlag, englisch discount) bezeichnet:
{\displaystyle Deport=Terminkurs<Kassakurs}.
In diesem Falle sind die vergleichbaren Zinssätze im Ausland niedriger als im Inland, es wird mit einer Aufwertung der Fremdwährung gerechnet. Ist der Terminkurs höher als der Kassakurs, handelt es sich um einen Report (Aufschlag, englisch premium):
{\displaystyle Report=Terminkurs>Kassakurs}.
Das ausländische Zinsniveau ist höher als im Inland, es wird mit einer Abwertung der Fremdwährung gerechnet. Bei Preisnotierung sind die Verhältnisse umgekehrt.

## Wirtschaftliche Aspekte
Preistreiber beim Devisenswap ist die Zinsdifferenz, die zwischen den getauschten Währungen besteht. Gibt es keine Zinsdifferenz, müssen Kassakurs und Terminkurs identisch sein. Da Kassa- und Terminkurse in aller Regel nicht übereinstimmen, errechnet sich der Swapsatz als die auf den Kassakurs bezogene relative Differenz zwischen dem Terminkurs und dem Kassakurs (Prozent per annum):
{\displaystyle {\text{Swapsatz}}={\frac {{\text{Terminkurs}}-{\text{Kassakurs}}}{\text{Kassakurs}}}\cdot {\frac {\text{360}}{\text{1}}}\cdot 100}
Ist die Differenz zwischen Kassakurs und Terminkurs größer als der Swapsatz, eröffnen sich Arbitragemöglichkeiten. Das Motiv für einen Devisenswap ist deshalb die Ausnutzung einer Zinsdifferenz, daher auch Zinsdifferenzgeschäft oder Zinsdifferenzarbitrage genannt. Es handelt sich beim Devisenswap um eine risikolose Arbitrage, weil Zinsdifferenz und Kurse im Zeitpunkt des Geschäftsabschlusses feststehen. Die Differenz zwischen Kassa- und Terminkurs wächst – bis auf eine Indifferenzmarge – so lange, bis sich die Arbitrage nicht mehr lohnt.

## Anwendungen
Bei kommerziellem Hintergrund kann ein Exporteur, der seinem Importeur ein Zahlungsziel für den Kaufpreis eingeräumt hat, den Devisenswap sinnvoll nutzen. Durch das Zahlungsziel hat der Exporteur die Fremdwährung mit einem Devisentermingeschäft an sein Kreditinstitut zwecks Kurssicherung verkauft. Zahlt nun der Importeur nicht rechtzeitig, so verkauft die Bank dem Exporteur den Betrag des Devisentermingeschäfts an dessen Fälligkeit durch Kassageschäft, so dass der Exporteur das Devisentermingeschäft erfüllen kann. Dies gilt umgekehrt auch für den Importeur, der seine Verbindlichkeit durch Devisenterminkauf absichert. 
Bei spekulativem Hintergrund können Devisenswaps eingesetzt werden, wenn ein Trader die Aufwertung oder Abwertung einer Währung erwartet. Beispielsweise spekulierte der Quantum Funds im September 1992 gegen das britische Pfund auf Basis der Global-Macro-Strategie, indem der Fonds 10 Mrd. US $ per Devisenswap auf eine Abwertung des Pfunds setzte, die auch eintrat. Innerhalb einer Woche machte der Fonds hieraus einen Gewinn von 1 Mrd. US $.
Seit 1987 sind auch synthetische Devisenswaps möglich, bei denen lediglich von einem der beiden Kontrahenten der Swapsatz bezahlt und auf die beiderseitige Zahlung der Kapitalbeträge verzichtet wird. Hierdurch entfällt das gegenseitige Erfüllungsrisiko (bis auf die Zahlung des Swapsatzes). 
Das Europäische System der Zentralbanken nutzt Devisenswaps zum Ausgleich unerwarteter Schwankungen der Bankenliquidität und der Marktzinsen. Sie kaufen (verkaufen) von (an) Geschäftsbanken Devisen im Kassageschäft und verkaufen (kaufen) diese gleichzeitig per Termingeschäft an (von) die (den) Geschäftsbanken zurück. Seit Oktober 2013 schließt die Europäische Zentralbank mit verschiedenen Zentralbanken außerhalb des EWS unbefristete Devisenswap-Rahmenvereinbarungen ab.

## Abgrenzung
Vom hier beschriebenen Devisenswap ist der Währungsswap abzugrenzen. Anders als beim Devisenswap werden beim Währungsswap zu Beginn und am Ende der Laufzeit die beiden Währungen zum jeweiligen Devisenkassakurs getauscht. Die bestehende Zinsdifferenz wird beim Währungsswap während der Laufzeit des Finanzkontraktes durch entsprechende Zahlungen (Festzins durch den einen Kontrahenten, variabler Zins durch den anderen) ausgeglichen. Beim Devisenswap werden die Kapitalbeträge ohne die zugehörigen Zinsverpflichtungen getauscht; dies geschieht vielmehr durch einmalige Zahlung des Deports oder Reports.